# Elisabeth Pungs
Elisabeth Pungs Taaks (ou Li ou Liselotte), née le 20 mai 1896 à Brême et morte le 28 août 1945 à Berlin est une résistante allemande contre le nazisme, communiste, proche de Hanno Günther avec qui elle rédige et diffuse les feuillets Das Freie Wort. Elle est arrêtée par la Gestapo mais parvient à échapper à un procès. Elle meurt cependant peu de temps après la fin de la guerre.

## Biographie

### Jeunesse et formation
Elisabeth Adelaïde Taaks est née le 20 mai 1896 dans une famille bourgeoise de Brême. Son père, Georg Taaks est un ingénieur civil, associé dans une entreprise de génie hydraulique. Elle a trois frères et deux sœurs. Elle fréquente l'école secondaire pour filles « Roselius » à Brême, une école pour femmes, puis un internat suisse avant de revenir à Brême au début de la Première Guerre mondiale. Pendant la Première Guerre mondiale, Elisabeth Taaks travaille dans une maison d'enfants, puis, en 1915 et 1916, comme aide de la Croix-Rouge à l'Hôpital St. Joseph Stift (de). Atteinte de tuberculose, elle doit  cesser de travailler et fréquente alors l'Ecole des arts et métiers de Brême (de).
Lors d'un séjour à Partenkirchen au début de l'été 1917, elle rencontre Arthur Scherbius, un ingénieur, inventeur de la machine à chiffrer Enigma, la plus célèbre du XXe siècle. Ils se marient le 10 novembre 1917, à Brême et s'installent à Berlin. Le 15 janvier 1929, ils accueillent un enfant, et entament une procédure d'adoption. Le 13 mai 1929, Arthur Scherbius meurt accidentellement. En proie à des difficultés financières, Elisabeth Scherbius doit alors quitter la maison de Wannsee. Elle adopte l'enfant en 1930 sous le nom de Rainer Scherbius.
En 1931, elle épouse Friedrich Joseph Pungs qui adopte son fils et lui donne son nom, Rainer Pungs. Sa situation financière est meilleure et elle fait construire une petite maison de style Bauhaus par l'architecte Paul Rudolf Henning (de) à Kleinmachnow.
La maison est vendue en 1936 et la famille déménage au 45 Wiesbadener Straße à Wilmersdorf.

### Résistance contre le nazisme
Depuis sa jeunesse, Elisabeth Pungs a des convictions de gauche. Dans les années 1920, elle est membre de la Ligue allemande des droits de l'homme et participe aux campagnes pour l'abolition des articles 218 et 219 du code pénal concernant l'avortement. À partir de 1931, elle est membre du Rote Hilfe, une organisation d'aide politique proche du Parti communiste d'Allemagne et participe à des actions illégales de cette organisation,. Comme la Ligue allemande des droits de l’homme, celle-ci est interdite après la prise du pouvoir des nazis en 1933.
Dès le milieu des années 1930, Elisabeth Pungs accueille au domicile familial de Wilmersdorf, des groupes d'opposants au nazisme. On y discute non seulement d'art et de culture, mais aussi de politique. Elisabeth Pungs y rencontre Hanno Günther sur qui elle a une grande influence politique et qu'elle met en contact avec des communistes, notamment Herbert Bochow et Alfred Schmidt-Sas (de),.

#### Das freie Wort
À la fin de l'automne 1939, après l'attaque contre la Pologne, Elisabeth Pungs et Hanno Günther rédigent leur premier tract qu'ils distribuent à environ 100 exemplaires, sous forme de copies carbone. Jusqu'à la fin de l'année 1939, ils produisent également des autocollants qu'ils affichent au cours de sept ou huit campagnes à des endroits bien visibles.
À partir de l'été 1940, dix brochures intitulées Das freie Wort, (la parole libre) sont rédigées, imprimées et distribuées, parfois par la poste, dans les boîtes aux lettres ou sur les seuils de maisons, avec un tirage de 200 à 300 exemplaires chacun. Ils y donnent des informations sur la situation de guerre, réclament la paix et la liberté d'expression et appellent les travailleurs de l'armement au sabotage,.
Les deux premières brochures sont réalisées ensemble par Hanno Günther et Elisabeth Pungs. Le premier tract explique que chaque victoire militaire de Hitler entraîne davantage de guerres. Le deuxième démontre que les prestations sociales du gouvernement sont en réalité des restrictions, « une couverture pour piller le peuple encore plus sans vergogne ». Le troisième feuillet est réalisé en décembre 1940 par Hanno Günther seul. Il traite des rationnements, de la hausse des prix et des charges que la guerre fait porter sur la population de Berlin. Le quatrième numéro, rédigé par Hanno Günther et Wolfgang Pander démonte les fausses informations de la propagande nazie sur la supériorité de la Luftwaffe. Il est distribué après un bombardement dans les quartiers les plus sévèrement touchés de Berlin. Ils rédigent également la brochure suivante, sous forme de  « légende de Noël » dans laquelle Joseph Goebbels est dépeint comme un menteur et un fraudeur, dont les promesses creuses sont percées à la fin du texte,.
Le sixième et dernier tract est rédigé par Elisabeth Pungs seule. Publié en janvier 1941, il s'adresse aux ouvriers allemands, leur demande de travailler plus lentement et rapporte l'exemple des ouvriers d'un grand chantier de construction à Teltow qui ont collectivement refusé de travailler une heure de plus chaque jour.

#### Arrestation et prison
Durant l'été 1941, Hanno Günther est arrêté, puis les membres du petit réseau de résistance qu'il a constitué et qui sera appelé "groupe Rütli"  par la Gestapo, sont arrêtés les uns après les autres.
Elisabeth Pungs est elle aussi arrêtée le 11 août 1941. Son appartement est fouillé, sa machine à écrire, six livres et trois brochures sont saisis et elle est placée en garde à vue.
Le cas d'Elisabeth Pungs est dissocié du "groupe Rütli" mais elle comparaît comme témoin le 9 octobre 1942. Le Volksgerichtshof condamne à mort Hanno Günther, Emmerich Schaper, Bernhard Sikorski et Wolfgang Pander. Emmerich Schaper meurt en prison, avant son exécution, des mauvais traitements qu'il a subis. Les autres sont exécutés. Dagmar Petersen est condamnée à sept ans de prison. Alfred Schmidt-Sas, qui n'est pas identifié comme membre du groupe, est également condamné à mort,.
Le procès principal contre Elisabeth Pungs est fixé au 14 novembre 1942 mais n'a pas lieu. Son avocat Walter Menzel (de) s'évertue à ralentir la procédure et parvient à faire reporter les interrogatoires et le procès.
En janvier 1943, le procureur Karl Bruchhaus (de) fait réaliser une expertise médicale qui déclare Elisabeth Pungs apte à être interrogée et jugée, sous certaines conditions. Plusieurs personnes, dont Walter Menzel, Hermann Taaks, son plus jeune frère, Friedrich Pungs, son mari, les médecins Georg Groscurth et Ferdinand Sauerbruch mettent alors au point une stratégie. Le 3 août 1943, à l'aide d'une fiole de sang que son frère lui remet en cachette, elle simule une hémorragie et est conduite à l'hôpital. Les poursuites sont à nouveau interrompues[réf. nécessaire].
Elisabeth Pungs est finalement envoyée au sanatorium à Stahnsdorf. Son fils, Rainer Pungs, y vit avec elle après que son incorporation a été reportée parce qu'il avait eu la tuberculose dans son enfance.
Le 24 avril 1945, Stahnsdorf est prise par l'Armée rouge. Rainer Pungs est emprisonné quelques jours dans un camp près de Trebbin. Le 15 mai, ils quittent tous deux le sanatorium et retournent en ville. Elisabeth Pungs se présente au représentant du Parti communiste et propose de travailler à la reconstruction dans la mesure de ses forces, mais elle est accusée d'avoir contribué, par son témoignage, à la condamnation à mort d'Alfred Schmidt-Sas et d'avoir survécu grâce à « ses riches parents qui étaient nazis ».
Elisabeth Pungs meurt de la tuberculose le 28 août 1945. Le 26 septembre, son fils et son frère enterrent son urne au cimetière sud-ouest de Stahnsdorf.
Elisabeth Pungs laisse des journaux écrits en sanatorium et en prison, ils ne sont pas publiés mais parfois cités dans des sources secondaires.

## Œuvres dans lesquelles Elisabeth Pungs est mentionnée
- Hans Fallada : Seul dans Berlin . Elisabeth Pungs y apparaîtrait sous les traits du personnage « Anna Schönlein »[13].

- Daniel de Duve, Un enfance au bord du Rhin. 1930-1945, Bruxelles, Racine, 2010 (ISBN 978-2-87386-648-8) (souvenirs d'enfance et de jeunesse de l'auteur).
- Christian de Duve, Sept vies en une. Mémoires d'un prix Nobel, Paris, Odile Jacobs, 2013 (Premier chapitre  «Première partie. Les années d’enfance. 1917–1934. Un héritage culturel)

- Charles-Albert de Behault, Tu rendras un grand service à l'Angleterre : 1943-1945 L'odyssée de Jacques de Duve, Editions Mols, 2020 (ISBN 978-2-87402-254-8)